# Jeremias Deutschmann

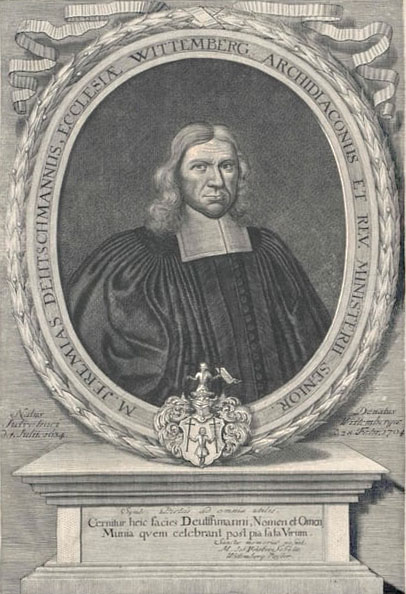
Jeremias Deutschmann

Jeremias Deutschmann (* 1. Juli 1634 in Jüterbog; † 28. Februar 1704 in Wittenberg) war ein deutscher lutherischer Theologe.

## Leben
Jeremias wurde als Sohn des Jüterboger Gerichtsassessors Jeremias Deutschmann († 1655) und seiner Frau Anna um 21 Uhr des ersten Julis 1634 geboren und erhielt am 4. Juli des gleichen Jahres seine Taufe. Somit ist der Theologe Johann Deutschmann sein Bruder. Seine Ausbildung erhielt er an der Jüterboger Stadtschule, welche damals durch die Rektoren Benedikt Teuptiz und Thomas Scharno geleitet wurde. Mit neunzehn Jahren bezog er die Universität Wittenberg, wo er am 11. März 1653 in die Matrikel der Hochschule eingeschrieben wurde. Anfänglich absolvierte er Studien an der philosophischen Fakultät, wo August Buchner, Johann Sperling, Johann Erich Ostermann, Christoph Notnagel, Michael Wendler, Andreas Sennert, Christian Trentsch und sein Bruder seine Ausbildung anleiteten. So zu einem profunden Wissen gelangt, erwarb er sich am 16. Oktober 1658 den akademischen Grad eines Magisters der philosophischen Wissenschaften.
Daraufhin wechselte er zum Studium der theologischen Wissenschaften. Hierbei wurden Johannes Scharff, Abraham Calov, Johannes Meisner und abermalig sein Bruder, seine Ausbilder. Seine theologische Ausbildung endete, als er am 12. Mai 1675 zum vierten Diakon an der Wittenberger Stadtkirche berufen wurde. Am 18. Mai desselben Jahres wurde er von Calov examiniert, am selben Tage vom Konsistorium konformiert und am 21. Mai ordiniert. Nach dem Tod von August Fleischhauer, erhielt er am 7. April 1677 die Vokation zur Stelle des dritten Diakons an der Wittenberger Stadtkirche, wozu er am 29. April vom Wittenberger Konsistorium konformiert wurde. 1679 stieg er zum 2. Diakon daselbst auf, bis er schließlich 1698 zum Archidiakonat ebenda gelangte.
Während seiner Dienstzeit entstanden zahlreiche Predigten, welche auch zum Teil im Druck erschienen sind. Nach seinem Tod hinterließ Deutschmann ein Vermögen von 262 Talern, aus deren Zinserlös eine Konvikte an bedürftige Studenten aus seiner Verwandtschaft oder an eine andere Person bezahlt werden sollte. An der Universität Leipzig existiert ein in der Technik des Kupferstichs/Radierung hergestelltes Bildnis Deutschmanns.

## Familie
Deutschmann war zwei Mal verheiratet. Seine erste Ehe schloss er am 2. Mai 1676 mit Anna Regina Sophia Buchholtz (* 1654 in Eilenburg; † 29. November 1688 in Wittenberg), die Tochter des Eilenburger Superintendenten Joachim Buchholtz (* 27. November 1608 in Brandenburg; † 20. August 1663 in Eilenburg) und dessen Frau Elisabeth (geb. Leyser (Lyser)). Aus der Ehe stammen die Kinder Catharina Christina Deutschmann (* 1677; † 1682) und Abraham Deutschmann (* 15. Juni 1680; † Dezember 1682). Nachdem er zehn Jahre Witwer gewesen war, ging er am 21. Oktober 1698 eine zweite Eheverbindung mit Dorothea Magdalena Loss, die Tochter des medizinischen Professors, Doktors der Medizin und Magisters der Philosophie Jeremias Lossius (* 14. April 1643 in Borna; † 03(05). November 1684 in Wittenberg), ein. Die Ehe blieb kinderlos.